# La gioia della vita
La gioia della vita (Riding High) è un film del 1950, diretto da Frank Capra.

## Trama
Dan Brooks è un giovane più che benestante e deve sposarsi con la donna che ama. Ma c'è un problema: Dan deve rinunciare alla passione che lo affascina di più: la scommessa alle corse di cavalli.

## Curiosità
- Il film è un remake di Strettamente confidenziale, girato sempre da Capra nel 1934.
- Tra gli interpreti figura l'attore Oliver Hardy nel ruolo di un buffo scommettitore alle corse dei cavalli.